# Elzéar-Alexandre Taschereau
Elzéar-Alexandre Taschereau, francosko-kanadski rimskokatoliški duhovnik, škof in kardinal, * 17. februar 1820, Sainte-Marie de la Beauce, † 12. april 1898.

## Življenjepis
10. septembra 1842 je prejel duhovniško posvečenje.
24. decembra 1870 je bil imenovan za nadškofa Québeca; škofovsko posvečenje je prejel 19. marca 1871.
7. junija 1886 je bil povzdignjen v kardinala in imenovan za kardinal-duhovnika Santa Maria della Vittoria.